# Begoña Vicario Calvo
Begoña Vicario Calvo (Caracas, Veneçuela, 1962) és una cineasta dedicada, principalment, a l'animació i professora universitària.

## Biografia
Va néixer a Veneçuela però la seva família es va traslladar al País Basc quan ella tenia un any d'edat. Begoña resideix actualment a Larrabetzu. És doctora en Belles arts per la Universitat del País Basc (UPV/EHU), facultat en la qual actualment imparteix classes sobre cinema d'animació. La seva tesi es va titular De Tarzán a Jane: El cine de animación experimental en el País Vasco. Després de la seva llicenciatura va estudiar tècniques d'animació en el Victòria Design Center i en el Moscow Poit Studio. Va començar a fer pel·lícules en 1993, on va dirigir el seu primer treball, Geroztik ere (Y desde entonces...), i més tard en la productora basca Lotura, de Juanba Berasategi, de la mà de Jon Etxebeste. En 1995 va fundar la productora de cinema d'animació Begoña Vicario. Tres anys després va fer Zureganako grina, una representació de les relacions humanes. Dos anys més tard va rebre el Premio Goya al millor curtmetratge d'animació per Pregunta por mí, un film que tracta la vida d'una dona immigrant sense papers que tem per la seva vida a les mans dels traficants d'òrgans.
En 2018 presenta Ametsak Mugimenduan, un homenatge a la cineasta, es tracta d'una projecció audiovisual de la seva set curts d'animació: Geroztik ere, Zureganako grina, Nigatik galdetu ezazu, Haragia, Jane, Beti bezperako koplak iAreka.

## Curts d'animació
- Geroztik ere (Y desde entonces...), 1993
- Zureganako grina, 1995
- Pregunta por mí, 1996[6]
- Haragia, (Carn humana), 1998[7]

- Un día en el circo, 2000
- Jane: Tarzán no era tan guay, 2016[8]
- Beti bezperako koplak (Cobles d'una nit sense matí), 2016[9]
- Areka, 2017
- Miraila, 2018
- En la luna, 2018

## Llibres i publicacions en revistes[10]
- Mama, quiero ser artista, 2004[11]
- Sistiaga, el trazo vibrante, 2007[12]
- Juguetes de invierno

## Premis
- Premi Especial del Jurat en el Festival de Curtmetratges i Documentals de Bilbao (1996), por Pregunta de mí.
- 1996 Pregunta por mi (nominat al Goya al millor curtmetratge d'animació)
- Gran Premi del Cinema Basc, atorgat al curt d'animació Areka en el Festival Internacional de Cinema Documental i Curtmetratge de Bilbao, Zinebi.[13]
- Premi als Millors Efectes Especials en el Festival Internacional de Cinema Experimental de Madrid (1997) per Zureganako grina.
- Segon premi en el Festival de la Ciutat de Badalona (1997), per Zureganako grina.
- Premi als millors efectes especials en el Festival d'Alcalá de Henares (1999), amb Haragia.
- Primer premi en la categoria experimental del Festival de Vitòria-Gasteiz (2000), amb el curtmetratge Haragia
- Premi Col·legial de Cinema Simone de Beauvoir per a producció cinematogràfica, dins dels Dies de la Dona i el Cinema (2000)

Premi Especial del Jurat per al Campionat Internacional de Vídeo i Mitjans de les Illes Canàries (2000), amb el curtmetratge Haragia.